# 董行佶
董行佶（1929年4月8日—1983年6月21日），又名邢佶，男，福建福州闽侯人，生于北京。表演艺术家，朗诵家。曾任中国戏剧家协会会员，北京市剧协理事，北京人民艺术剧院艺委会委员。

## 生平
1947年，董行佶高中毕业。此后他曾先后在北平祖国剧团、天津新世纪剧艺社、天津实验剧团、天津大陆剧团、北京民艺剧团等职业剧团表演话剧。
1951年，他加入北京人民艺术剧院任演员，曾成功塑造了许多话剧名著中的人物形象，曾获得第一届话剧观摩演出大会三等演员奖。在此期间曾兼任北京艺术学院和北京广播学院的台词老师，并曾任导演、电影演员和广播电影的解说员。
1977年秋患忧郁症，后经北京安定医院治疗后出院。1981年6月与妻子到扬州，担任中国中央电视台拍摄的电视连续剧《西游记》“除妖乌鸡国”（试拍）一集的导演之一，亦在试拍集中为唐僧配音。 1982年9月至1983年2月，担任电影《廖仲恺》的主演，后以该片中廖仲恺一角而获得1984年金鸡奖最佳男主角奖。1983年6月21日在家中自缢身亡。1985年11月，曹禺为董行佶题写墓碑。

## 作品
话剧
- 话剧《日出》，饰胡四
- 话剧《北京人》，饰曾皓
- 话剧《茶馆》，饰马五爷
- 话剧《蔡文姬》，饰曹丕
- 话剧《雷雨》，饰周冲

- 1965年话剧《像他那样生活》，编剧：于是之、英若诚、焦菊隐、童超；导演：夏淳、苏民、董行佶
- 1966年话剧《在街道上》，编剧：朱琳、董行佶；导演：苏民
- 1973年话剧《赵家山》，编剧：覃赞耀等；导演：董行佶、童弟
- 1974年话剧《主课》，编剧：广西壮族自治区《主课》创作组；导演：董行佶
- 1975年话剧《山村新人》，编剧：赵羽翔、万捷、李政；导演：蓝天野、董行佶
- 1977年话剧《针锋相对》，编剧：重庆市话剧团集体创作；导演：蓝天野、刁光覃、董行佶

电影
- 1978年，电影《蔡文姬》，饰曹丕
- 1978年，电影《巨澜》，饰沈慕尧
- 1983年，电影《廖仲恺》，饰廖仲恺

朗诵
- 高尔基《海燕》、《鹰之歌》
- 契诃夫《变色龙》
- 朱自清《荷塘月色》
- 郭小川《团泊洼的秋天》
- 郭小川《昆仑山的演说》
- 贺敬之《西去列车的窗口》
- 贺敬之《三门峡梳妆台》
- 毛泽东《毛主席诗词》
- 老舍《骆驼祥子》
- 肖洛姆-阿莱汉姆著，姚以恩译《莫吐儿》
- 闻捷《橘园颂歌》
- 伏契克《绞刑架下的报告》
- 刘心武《穿米黄色大衣的青年》
- 王愿坚《党费》（董行佶、陈国荣朗诵）
- 王蒙《说客盈门》
- 魏巍《谁是最可爱的人？》

解说
- 1965年，纪录片《我国第一颗原子弹爆炸成功》任解说
- 1982年，电影《茶馆》任解说
- 1982年，电影《风雨下钟山》任解说

## 著作
- 董行佶，戏,是演给观众看的，人民戏剧1980年第10期
- 于敏等，提高电影表演艺术水平——电影表演艺术座谈会发言摘要，电影艺术1980年第05期
- 董行佶，菰蒲犹复争秋热——扮演廖仲恺日记摘抄，电影艺术1984年第04期

## 家庭
- 妻：陈国荣
- 女：董岱